# Doris de Agostini
Doris de Agostini (ur. 28 kwietnia 1958 w Airolo, zm. 22 listopada 2020) – szwajcarska narciarka alpejska, brązowa medalistka mistrzostw świata.

## Kariera
W zawodach Pucharu Świata zadebiutowała 4 grudnia 1974 roku w Val d’Isère, zajmując 39. miejsce w zjeździe. Pierwsze punkty wywalczyła 21 stycznia 1976 roku w Bad Gastein, wygrywając rywalizację w zjeździe. W zawodach tych wyprzedziła swą rodaczkę, Marlies Oberholzer i Austriaczkę Elfi Deufl. Łącznie 19 razy plasowała się w czołowej trójce, odnosząc przy tym jeszcze siedem zwycięstw: 12 stycznia 1981 roku w Schruns, 28 stycznia 1981 roku w Megève, 19 grudnia 1981 roku w Saalbach-Hinterglemm, 14 lutego 1982 roku w Arosa, 7 grudnia 1982 roku w Val d’Isère, 14 stycznia 1983 roku w Schruns i 29 stycznia 1983 roku w Les Diablerets triumfowała w zjazdach. Najlepsze wyniki osiągnęła w sezonie 1982/1983, kiedy zajęła dziesiąte miejsce w klasyfikacji generalnej, a w klasyfikacji zjazdu zdobyła Małą Kryształową Kulę. Ponadto w sezonach 1980/1981 i 1981/1982 była druga w klasyfikacji zjazdu.
Jej największym sukcesem jest brązowy medal w zjeździe wywalczony podczas mistrzostw świata w Garmisch-Partenkirchen w 1978 roku. Wyprzedziły ją tam tylko Austriaczka Annemarie Moser-Pröll i Irene Epple z RFN. Był to jej jedyny medal wywalczony na międzynarodowej imprezie tej rangi. Była też między innymi siódma w tej konkurencji na mistrzostwach świata w Schladming cztery lata później. W 1976 roku wystartowała na igrzyskach olimpijskich w Innsbrucku, gdzie zjazd ukończyła na 18. pozycji. Brała też udział w igrzyskach w Lake Placid w 1980 roku w tej samej konkurencji uplasowała się jedną pozycję niżej.
W 1983 roku zakończyła karierę.

## Osiągnięcia

### Igrzyska olimpijskie
| Miejsce | Dzień     | Rok  | Miejscowość | Konkurencja | Czas biegu | Strata | Zwyciężczyni          |
| ------- | --------- | ---- | ----------- | ----------- | ---------- | ------ | --------------------- |
| 17.     | 8 lutego  | 1976 | Innsbruck   | Zjazd       | 1:46,16    | +3,74  | Rosi Mittermaier      |
| 18.     | 17 lutego | 1980 | Lake Placid | Zjazd       | 1:37,52    | +4,30  | Annemarie Moser-Pröll |

### Mistrzostwa świata
| Miejsce | Dzień       | Rok  | Miejscowość            | Konkurencja | Czas biegu | Strata      | Zwyciężczyni          |
| ------- | ----------- | ---- | ---------------------- | ----------- | ---------- | ----------- | --------------------- |
| 17.     | 8 lutego    | 1976 | Innsbruck              | Zjazd       | 1:46,16    | +3,74       | Rosi Mittermaier      |
| 3.      | 1 lutego    | 1978 | Garmisch-Partenkirchen | Zjazd       | 1:48,31    | +0,80       | Annemarie Moser-Pröll |
| 18.     | 17 lutego   | 1980 | Lake Placid            | Zjazd       | 1:37,52    | +4,30       | Annemarie Moser-Pröll |
| 22.     | 31 stycznia | 1982 | Schladming             | Kombinacja  | 8,99 pkt   | +115,90 pkt | Erika Hess            |
| 7.      | 4 lutego    | 1982 | Schladming             | Zjazd       | 1:37,47    | +1,02       | Gerry Sorensen        |

### Puchar Świata

#### Miejsca w klasyfikacji generalnej
- sezon 1975/1976: 24.
- sezon 1976/1977: 28.
- sezon 1977/1978: 14.
- sezon 1978/1979: 42.
- sezon 1979/1980: 21.
- sezon 1980/1981: 13.
- sezon 1981/1982: 16.
- sezon 1982/1983: 10.

#### Zwycięstwa w zawodach
1. Bad Gastein – 21 stycznia 1976 (zjazd)
2. Schruns – 12 stycznia 1981 (zjazd)
3. Megève – 28 stycznia 1981 (zjazd)
4. Saalbach-Hinterglemm – 19 grudnia 1981 (zjazd)
5. Arosa – 14 lutego 1982 (zjazd)
6. Val d’Isère – 7 grudnia 1982 (zjazd)
7. Schruns – 14 stycznia 1983 (zjazd)
8. Les Diablerets – 29 stycznia 1983 (zjazd)

#### Miejsca na podium w zawodach
1. Heavenly Valley – 12 marca 1977 (zjazd) – 3. miejsce
2. Pfronten – 6 stycznia 1978 (zjazd) – 3. miejsce
3. Piancavallo – 9 grudnia 1978 (zjazd) – 2. miejsce
4. Pfronten – 7 stycznia 1980 (zjazd) – 3. miejsce
5. Piancavallo – 12 grudnia 1980 (zjazd) – 3. miejsce
6. Altenmarkt – 17 grudnia 1980 (zjazd) – 2. miejsce
7. Pfronten – 8 stycznia 1981 (zjazd) – 2. miejsce
8. Crans-Montana – 19 stycznia 1981 (zjazd) – 2. miejsce
9. Megève – 29 stycznia 1981 (zjazd) – 2. miejsce
10. Saalbach-Hinterglemm – 18 grudnia 1981 (zjazd) – 2. miejsce
11. Megève – 22 stycznia 1983 (zjazd) – 2. miejsce